# Olbers (cráter)
Olbers es un cráter de impacto que se encuentra en el extremo oeste del Oceanus Procellarum, cerca del terminador occidental de la Luna. Se encuentra al noroeste del cráter Hevelius y al norte del casi indistinguible cráter Hedin. Más al sur se halla el cráter Riccioli. Debido a su ubicación, este cráter aparece muy elongado debido al escorzo. Se observa casi lateralmente, dificultando la visión de su interior desde la Tierra.
|  |

El borde de Olbers está algo desgastado, con muescas al norte, al este, y al sur. El suelo interior es relativamente plano, especialmente hacia el borde oriental, y no está marcado por cráteres notables. El suelo está cubierto por un sistema de marcas radiales de material expulsado por el cráter Glushko adyacente.

## Cráteres satélite
Por convención estos elementos son identificados en los mapas lunares poniendo la letra en el lado del punto medio del cráter que está más cercano a Olbers.
|        | \| Olbers \| Coordenadas \| Diámetro \| \| ------ \| ----------------------------- \| -------- \| \| B \| 6°48′N 74°06′O / 6.8, -74.1 \| 16 km \| \| D \| 10°12′N 78°12′O / 10.2, -78.2 \| 116 km \| \| G \| 8°24′N 74°30′O / 8.4, -74.5 \| 10 km \| \| H \| 8°42′N 74°24′O / 8.7, -74.4 \| 8 km \| \| K \| 6°48′N 78°12′O / 6.8, -78.2 \| 24 km \| \| M \| 8°00′N 81°12′O / 8.0, -81.2 \| 33 km \| \| N \| 9°00′N 79°42′O / 9.0, -79.7 \| 22 km \| \| S \| 6°48′N 76°42′O / 6.8, -76.7 \| 21 km \| \| V \| 9°06′N 73°00′O / 9.1, -73.0 \| 7 km \| \| W \| 5°54′N 81°30′O / 5.9, -81.5 \| 18 km \| \| Y \| 6°30′N 83°36′O / 6.5, -83.6 \| 21 km \| |          |
| Olbers | Coordenadas | Diámetro |
| B      | 6°48′N 74°06′O / 6.8, -74.1 | 16 km    |
| D      | 10°12′N 78°12′O / 10.2, -78.2 | 116 km   |
| G      | 8°24′N 74°30′O / 8.4, -74.5 | 10 km    |
| H      | 8°42′N 74°24′O / 8.7, -74.4 | 8 km     |
| K      | 6°48′N 78°12′O / 6.8, -78.2 | 24 km    |
| M      | 8°00′N 81°12′O / 8.0, -81.2 | 33 km    |
| N      | 9°00′N 79°42′O / 9.0, -79.7 | 22 km    |
| S      | 6°48′N 76°42′O / 6.8, -76.7 | 21 km    |
| V      | 9°06′N 73°00′O / 9.1, -73.0 | 7 km     |
| W      | 5°54′N 81°30′O / 5.9, -81.5 | 18 km    |
| Y      | 6°30′N 83°36′O / 6.5, -83.6 | 21 km    |

Los siguientes cráteres satélite han sido renombrados por la UAI:
- Olbers A - véase Glushko (cráter).